# Комеч, Алексей Ильич
Алексе́й Ильи́ч Коме́ч (8 августа 1936, Плавск — 28 февраля 2007, Москва) — советский и российский искусствовед, доктор искусствоведения, архитектурный критик, преподаватель, фотограф, автор более 80 научных трудов по истории византийской и древнерусской архитектуры X—XV столетий, истории и теории реставрации памятников архитектуры, директор Государственного института искусствознания. Заслуженный деятель искусств Российской Федерации (1999).

## Биография
Родился в 1936 году в Плавске Тульской области в семье журналиста Ильи Наумовича Комеча (1904—1977) и Евдокии Афанасьевны Масленниковой (1907—1998). Фамилия Комеч — караимская. В 1954 году окончил московскую среднюю школу № 101 с серебряной медалью. В детстве А. Комеч проявлял способности к музыке, однако его друг М. Мейер уговорил его по окончании школы поступить на отделение истории и теории искусства исторического факультета МГУ им. М. В. Ломоносова, которое Комеч окончил в 1959 году. Параллельно с обучением в МГУ в 1954—1957 годах Комеч обучался на теоретическом отделении Музыкального училища при Московской консерватории им. П. И. Чайковского, однако оставил училище после третьего курса, чтобы сосредоточиться на учёбе на историческом факультете. После окончания МГУ в 1959 году пришел на работу в Государственный научно-исследовательский музей архитектуры им. А.В. Щусева, затем перешёл в Научно-методический совет по охране памятников культуры Академии наук СССР. В 1960—1964 и в 1966—1979 годах преподавал на историческом факультете МГУ. С 1969 г. работал научным сотрудником, а с 1989 года занимал должность заведующего сектором истории древнерусского искусства Государственного института искусствознания министерства культуры. В 1972 году защитил кандидатскую (научный руководитель В. Н. Лазарев), а в 1989 году — докторскую диссертацию. Начиная с 1982 года являлся научным редактором восьмитомной серии книг «Памятники архитектуры Москвы». В 1990—1991 годах работал начальником Отдела охраны культурного наследия министерства культуры СССР. С 1991 по 1993 г. — директор Государственного научно-исследовательского музея реставрации министерства культуры России.
В 1993 году по личном настоянию А. Комеч добился постановки на охрану 46 павильонов и сооружений бывшей ВСХВ/ВДНХ СССР (ВВЦ).С 1994 г. — директор Государственного института искусствознания. Член Международного научного комитета ICOMOS по сохранению наследия XX века. В 1991—1995 годах А. И. Комеч являлся представителем России в Комитете по культурному наследию Совета Европы. Незадолго до ухода из жизни в связи с тяжелой болезнью оставил пост директора, сохранив звание научного руководителя института.
А. И. Комеч выступал с последовательной критикой деятельности Правительства Москвы по сносу и искажению исторической застройки и уничтожению культурного наследия. В июле 2004 года Ю. М. Лужковым против А. И. Комеча и телеканала РТР был подан иск о защите деловой репутации, поводом которому стало, в частности, высказывание Комеча в программе «Вести +», касавшееся правовых оснований участия столичного правительства в восстановлении сгоревшего здания Манежа. Суд удовлетворил иск в отношении телекомпании и отказал в его удовлетворении в отношении А. И. Комеча.
А. И. Комеч является автором более 80 трудов по истории византийской и древнерусской архитектуры Х — XV столетий, истории и теории реставрации памятников архитектуры. В 1994—2002 годах А. И. Комеч внёс значительный вклад в разработку проекта Федерального закона «Об объектах культурного наследия (памятниках истории и культуры) народов Российской Федерации».

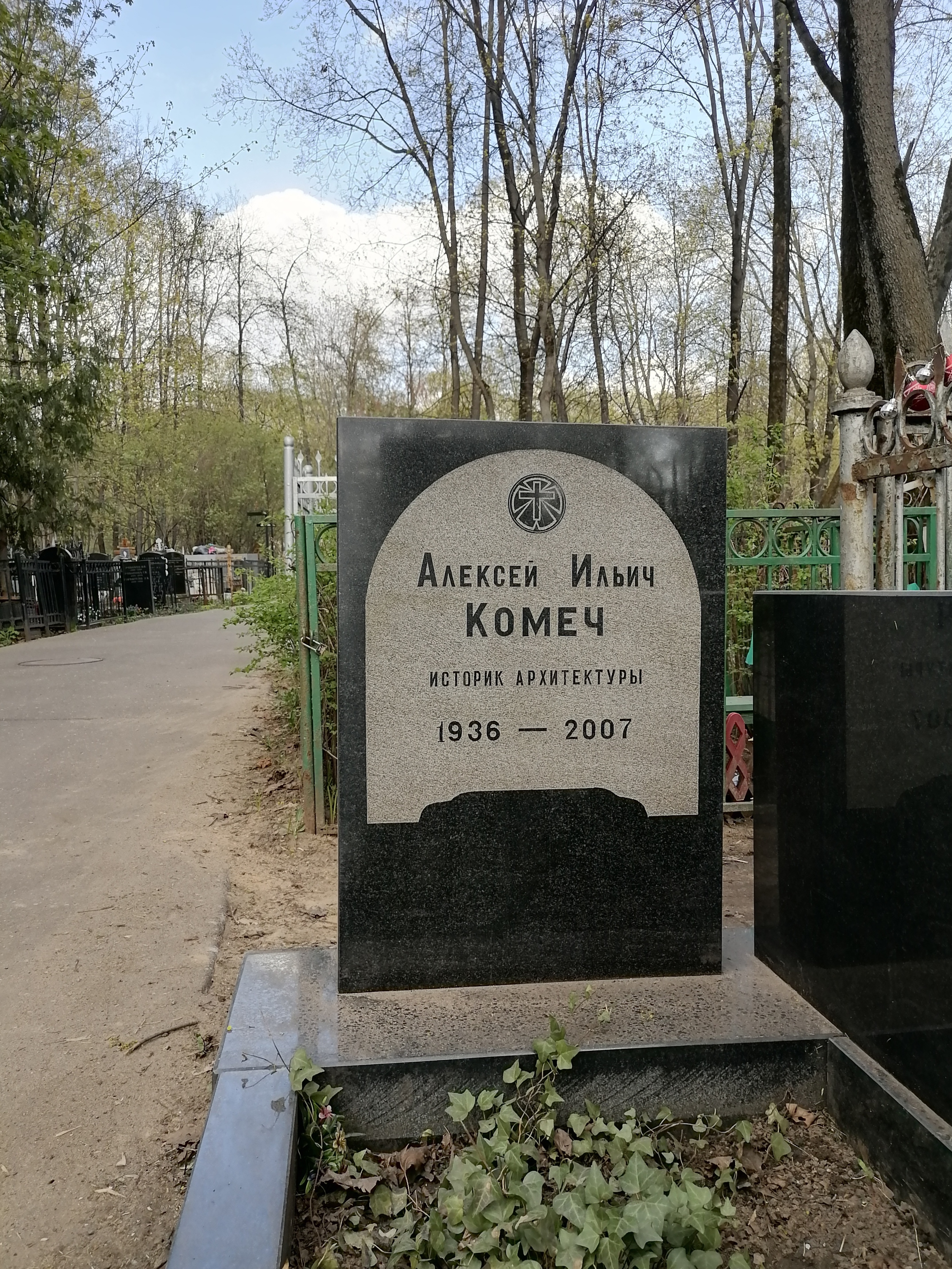
Могила А. И. Комеча на Ваганьковском кладбище

Умер 28 февраля 2007 года. Соболезнования выразил Президент России В. В. Путин. Похоронен на Ваганьковском кладбище (37 уч.).

### Семья
- Жена — Эмилия Яковлевна Николаева (1936—2016), археолог, кандидат исторических наук, научный сотрудник Института археологии РАН[8].
- Дочери: Елена (род. 1960), хоровой дирижёр, и Мария (в замужестве Мухина; род. 1969)[3].
- Брат — Александр Ильич Комеч (род. 1946, Берлин), доктор физико-математических наук, профессор, ведущий научный сотрудник лаборатории теории вероятностей механико-математического факультета МГУ имени М. В. Ломоносова[9], главный научный сотрудник Института проблем передачи информации имени А. А. Харкевича РАН[10][11].

## Публикации

### Книги
- Орловская область. Каталог памятников архитектуры. М., 1985 (в соавт.);
- Древнерусское зодчество конца X - начала XII в. — М.: Наука, 1987. — 320 с. — 20 000 экз.
- Архитектурные памятники Смоленской области. Каталог. М., 1987. Кн. 1-2 (в соавт.);
- Old Russian cities. L., 1991;
- Каменная летопись Пскова XII - начала XVI в. — М.: Наука, 1993. — 256 с. — 2000 экз. — ISBN 5-02-012779-5.
  - Каменная летопись Пскова XII - начала XVI века. — 2-е изд. — М.: Северный паломник, 2003. — 256 с. — 2000 экз. — ISBN 5-94431-099-5.
- Русские монастыри: История и культура X-XVII столетия. — М.: АРТ-БМБ, 2001. — 240 с. — (Славяно-Византийский свод). — 2000 экз. — ISBN 5-901721-01-2.
- Комеч А. И., Михайлов К. П. и др. Архитектура и ландшафты России. Черная книга. Утраты. — М.: Искусство - XXI век, 2003. — 464 с. — 3500 экз. — ISBN 5-98051-006-0.

### Избранные статьи и интервью

#### История искусства и архитектуры
- Рабочий метод зодчих Владимиро-Суздальского княжества XII в. // Советская археология. М. 1966. № 1. С. 77—91.
- Построение вертикальной композиции Софийского собора в Киеве // Советская археология. М. 1968. № 3. С. 232—238.
- Храм на четырёх колоннах и его значение в истории византийской архитектуры // Византия. Южные славяне и Древняя Русь. Западная Европа. Искусство и культура: Сб. статей в честь В. Н. Лазарева. М., 1973. С. 64—77.
- Спасо-Преображенский собор в Чернигове (к характеристике начального периода развития древнерусской архитектуры) // Древнерусской искусство. Т. 7. Зарубежные связи. М., 1975. С. 9—26.
- Роль приделов в формировании общей композиции Софийского собора в Новгороде // Средневековая Русь: Сб7 памятни Н. Н. Воронина. М., 1976. С. 147—150.
- Символика архитектурных форм в раннем христианстве // Искусство Западной Европы и Византии: Сб. статей. М., 1978. С 45—62.
- Древнерусское искусство // Очерки истории искусства. М., 1987. С. 304—359.
- Дмитриевский собор во Владимире как итог развития архитектурной школы // Дмитриевский собор во Владимире к 800-летию создания. М., 1997.
- Архитектура Владимира 1150—1180-х гг. Художественная природа и генезис «русской романики» // Древнерусское искусство. Русь и страны византийского мира. XII век. СПб, 2002. С. 231—254.

#### Защита культурного наследия
- «Реконструкция» Москвы продолжается / Послесловие С. П. Залыгина // Новый Мир. 1997. № 1.
- Беззаконие в Москве: «Москву губит коммерческий интерес власть имущих»: Интервью Алексея Комеча ИА REGNUM
- «Зачем уничтожать Москву?» (недоступная ссылка) // Новые Известия. 2004. 19 марта (№ 47). С. 5.

## Память
Памяти А. И. Комеча посвящён альбом «Московское архитектурное наследие: точка невозврата. 2004—2007», рассказывающий об утратах, которые понесла архитектура Москвы за несколько последних лет.

## Награды и звания
- Орден «Знак Почёта».
- Заслуженный деятель искусств Российской Федерации (8 января 1999 года)[13].
- Благодарность Министра культуры и массовых коммуникаций Российской Федерации (21 августа 2006 года) — за многолетний плодотворный труд в отрасли культуры, высокий профессионализм и в связи с 70-летием со дня рождения[14].